# Neaux
Neaux település Franciaországban, Loire megyében. Lakosainak száma 479 fő (2022. január 1.). Neaux Pradines, Vendranges, Neulise, Notre-Dame-de-Boisset, Régny, Saint-Cyr-de-Favières és Saint-Symphorien-de-Lay községekkel határos.

## Népesség
A település népességének változása:
| Lakosok száma | 374  | 383  | 446  | 441  | 503  | 488  | 480  | 481  | 482  | 479  |
|               | 1968 | 1982 | 1990 | 2006 | 2013 | 2015 | 2017 | 2019 | 2020 | 2022 |